# Canton de Guillon
Pour les articles homonymes, voir Guillon.
Le canton de Guillon est une division administrative française du département de l'Yonne.
Le redécoupage des arrondissements intervenu en 1926 a ou n'a pas affecté le canton.

## Composition
Le canton de Guillon, d'une superficie de 189 km2, est composé de dix-sept communes
.
| Nom                         | Code Insee | Intercommunalité              | Superficie (km2) | Population (dernière pop. légale) | Densité (hab./km2) |
| --------------------------- | ---------- | ----------------------------- | ---------------- | --------------------------------- | ------------------ |
| Bierry-les-Belles-Fontaines | 89042      | CC du Serein                  | 26,90            | 202 (2014)                        | 7,5                |
| Cisery                      | 89109      | CC du Serein                  | 4,70             | 52 (2014)                         | 11                 |
| Cussy-les-Forges            | 89134      | CC Avallon - Vézelay - Morvan | 13,62            | 342 (2014)                        | 25                 |
| Guillon                     | 89197      | CC du Serein                  | 11,94            | 470 (2014)                        | 39                 |
| Marmeaux                    | 89244      | CC du Serein                  | 10,76            | 86 (2014)                         | 8                  |
| Montréal                    | 89267      | CC du Serein                  | 7,41             | 198 (2014)                        | 27                 |
| Pisy                        | 89300      | CC du Serein                  | 12,08            | 60 (2014)                         | 5                  |
| Saint-André-en-Terre-Plaine | 89333      | CC du Serein                  | 14,26            | 169 (2014)                        | 12                 |
| Sainte-Magnance             | 89351      | CC Avallon - Vézelay - Morvan | 19,37            | 465 (2014)                        | 24                 |
| Santigny                    | 89375      | CC du Serein                  | 9,35             | 103 (2014)                        | 11                 |
| Sauvigny-le-Beuréal         | 89377      | CC du Serein                  | 4,82             | 69 (2014)                         | 14                 |
| Savigny-en-Terre-Plaine     | 89379      | CC du Serein                  | 8,69             | 153 (2014)                        | 18                 |
| Sceaux                      | 89381      | CC du Serein                  | 13,22            | 130 (2014)                        | 9,8                |
| Thizy                       | 89412      | CC du Serein                  | 5,55             | 200 (2014)                        | 36                 |
| Trévilly                    | 89421      | CC du Serein                  | 6,86             | 70 (2014)                         | 10                 |
| Vassy-sous-Pisy             | 89431      | CC du Serein                  | 7,45             | 72 (2014)                         | 9,7                |
| Vignes                      | 89448      | CC du Serein                  | 11,77            | 86 (2014)                         | 7,3                |

## Représentation

### conseillers généraux de 1833 à 2015
| Période                                  | Période      | Identité                                   | Étiquette    | Qualité |
| ---------------------------------------- | ------------ | ------------------------------------------ | ------------ | --- |
| 1833                                     | 1848         | Comte Alfred de Chastellux                 | Conservateur | Député (1832-1842) Pair de France Chevalier d'Honneur de la Princesse Adélaïde Propriétaire à Lucy-le-Bois         |
| 1848                                     | 1864         | Jean Mélanie Théodore Béthery de la Brosse |              | Ancien Président du Tribunal civil d'Avallon Propriétaire à Courterolles, commune de Guillon et à Cussy-les-Forges |
| 1864                                     | 1871         | Eugène Belgrand                            |              | Ingénieur en chef du service hygrométrique de Paris                                                                |
| 1871                                     | 1875 (décès) | Claude Billaud                             |              | Avoué, adjoint au Maire de Guillon                                                                                 |
| 1875                                     | 1883         | Claude Marie Auguste Brunet                |              | Propriétaire à Avallon, ancien Sous-Préfet                                                                         |
| 1883                                     | 1889         | Pierre Armand Anceau (1842-1916)           | Républicain  | Ancien instituteur Caissier de la Caisse d'Epargne à Avallon, conseiller d'arrondissement                          |
| 1889                                     | 1896         | Joseph Baudoin                             | Républicain  | Notaire, maire de Montréal Ancien conseiller d'arrondissement                                                      |
| 1896                                     | 1915 (décès) | Albert Gallot                              | Rad.         | Imprimeur et directeur de journal Député (1898-1902 et 1909-1914)                                                  |
| 1915                                     | 1919         | siège vacant                               |              | |
| 1919                                     | 1922 (décès) | Esprit Faure                               | RG           | Maire de Thizy |
| 1923                                     | 1931         | Charles Girard                             | Rad.         | Propriétaire à Sermizelles et Guillon                                                                              |
| 1931                                     | 1940         | Jean-Marie Lamoureux (1888-1941)           | DVD          | Notaire Maire de Guillon                                                                                           |
|                                          |              |                                            |              | |
| 1943                                     | 1945         | Louis Dormont (1897-1977)                  | ?            | Epicier - Maire de Guillon Nommé conseiller départemental en 1943                                                  |
|                                          |              |                                            |              | |
| 1945                                     | 1970         | Louis Dormont                              | DVD          | Ancien maire de Guillon                                                                                            |
| 1970                                     | 2001         | André Bonnet                               | RI puis UDF  | Vétérinaire Maire de Guillon (1971-1995)                                                                           |
| 2001                                     | 2015         | Jean-Marie Jost                            | DVD          | Vétérinaire à Guillon                                                                                              |
| Les données manquantes sont à compléter. |              |                                            |              | |

### Conseillers d'arrondissement (de 1833 à 1940)
| Période                                  | Période          | Identité                        | Étiquette   | Qualité |
| ---------------------------------------- | ---------------- | ------------------------------- | ----------- | --- |
| 1833                                     | 1842             | François Quatrevaux             |             | Marchand de bois, aubergiste, maire de Cussy                                                                |
| 1842                                     | 1846 (décès)     | Antoine Marie Brunet            |             | Juge de paix à Guillon                                                                                      |
| 1846                                     | 1858             | M. Delavaut                     |             | Notaire à Montréal                                                                                          |
| 1858                                     | 1870             | Charles Guillier                |             | Propriétaire, maire de Sceaux                                                                               |
| 1870                                     | 1880             | Joseph Baudoin                  |             | Notaire, maire de Montréal                                                                                  |
| 1880                                     | 1883             | Pierre Armand Anceau            | Républicain | Ancien instituteur Caissier de la Caisse d'Epargne à Avallon                                                |
| 1883                                     | 1890 (démission) | Arsène Gauthier                 |             | Maire de Trévilly                                                                                           |
| 1890                                     | 1898             | Paul Candras                    |             | Maire de Guillon                                                                                            |
| 1898                                     | 1919             | Auguste Legast                  |             | Maire de Vassy-sous-Pisy                                                                                    |
| 1919                                     | 1934             | Joseph Colas                    |             | Maire de Sauvigny-le-Beuréal                                                                                |
| 1934                                     | 1940             | Guy-Germain Verrier (1869-1953) |             | Cultivateur, maire de Vassy-sous-Pisy                                                                       |
| Les données manquantes sont à compléter. |                  |                                 |             | |
| 1940                                     |                  |                                 |             | Les conseils d'arrondissement ont été suspendus par la loi du 12 octobre 1940 et n'ont jamais été réactivés |

## Démographie

### Évolution démographique
| 1962  | 1968  | 1975  | 1982  | 1990  | 1999  | 2006  | 2011  | 2012  |
| ----- | ----- | ----- | ----- | ----- | ----- | ----- | ----- | ----- |
| 3 585 | 3 402 | 3 048 | 2 812 | 2 721 | 2 770 | 2 829 | 2 864 | 2 879 |

### Âge de la population
La pyramide des âges, à savoir la répartition par sexe et âge de la population, du canton de Guillon en 2009 ainsi que, comparativement, celle du département de l'Yonne la même année sont représentées avec les graphiques ci-dessous.
La population du canton comporte 49,4 % d'hommes et 50,6 % de femmes. Elle présente en 2009 une structure par grands groupes d'âge plus âgée que celle de la France métropolitaine. 
Il existe en effet 71 jeunes de moins de 20 ans pour cent personnes de plus de 60 ans, alors que pour la France l'indice de jeunesse, qui est égal à la division de la part des moins de 20 ans par la part des plus de 60 ans, est de 1,06. L'indice de jeunesse du canton est également inférieur à celui  du département (0,87) et à celui de la région (0,84).
| Hommes | Classe d’âge | Femmes |
| ------ | ------------ | ------ |
| 0,6    | 90 ans ou +  | 2,8    |
| 11,7   | 75 à 89 ans  | 16,9   |
| 15,1   | 60 à 74 ans  | 16,3   |
| 23,0   | 45 à 59 ans  | 18,4   |
| 17,7   | 30 à 44 ans  | 17,7   |
| 13,4   | 15 à 29 ans  | 11,0   |
| 18,5   | 0 à 14 ans   | 16,9   |

| Hommes | Classe d’âge | Femmes |
| ------ | ------------ | ------ |
| 0,5    | 90 ans ou +  | 1,4    |
| 7,9    | 75 à 89 ans  | 11,9   |
| 15,5   | 60 à 74 ans  | 15,6   |
| 21,5   | 45 à 59 ans  | 20,7   |
| 19,3   | 30 à 44 ans  | 18,4   |
| 16,3   | 15 à 29 ans  | 15,1   |
| 19,0   | 0 à 14 ans   | 16,9   |